# Déo Garcez
Deolindo Rodrigues Garcês (São Luís, 5 de julho de 1967), mais conhecido como Déo Garcêz, é um ator brasileiro.

## Carreira
Em 1987 concluiu o curso de bacharelado em interpretação teatral pela Fundação Brasileira de Teatro e em 1989, concluiu o de Licenciatura Plena em Artes Cênicas. Em 1995, no Rio de Janeiro, concluiu o Curso de Interpretação Teatral, com o diretor Antunes Filho na Casa das Artes de Laranjeiras.
O ator é conhecido pelos personagens: André de "A Escrava Isaura", Xande de "Prova de Amor" e Sr. Morales em "Carrossel".

## Filmografia

### Televisão
| Ano       | Título                  | Personagem                      | Notas                                    |
| --------- | ----------------------- | ------------------------------- | ---------------------------------------- |
| 1993      | Você Decide             | Bahia                           | Episódio: "Sinuca de Bico"               |
| 1995      | Você Decide             | Eduardo                         | Episódio: "O Gosto da Vingança"          |
| 1996      | Xica da Silva           | Paulo                           |                                          |
| 1997      | Mandacaru               | Godê                            |                                          |
| 1999      | Ô... Coitado!           | Fred                            | Episódio: "O Destino Bate à Porta"       |
| 2000      | O Cravo e a Rosa        | Ezequiel dos Anjos              |                                          |
| 2003      | Canavial de Paixões     | Vicente                         |                                          |
| 2004      | A Escrava Isaura        | André Batista                   |                                          |
| 2005      | Prova de Amor           | Dr. Alexandre Herculano (Xande) |                                          |
| 2007      | Caminhos do Coração     | Benedito Gama (Bené)            |                                          |
| 2008      | Os Mutantes             | Benedito Gama (Bené)            |                                          |
| 2009      | Promessas de Amor       | Benedito Gama (Bené)            |                                          |
| 2012–2013 | Carrossel               | Marcos Morales (Sr. Morales)    |                                          |
| 2014      | Questão de Família      | Mauro                           | Episódio: "Cruzamentos"                  |
| 2018      | O Outro Lado do Paraíso | Delegado Martinho Vieira        | Episódios: "19 de fevereiro–14 de março" |
| 2020      | Salve-se Quem Puder     | Dr. Emir Guedes                 |                                          |
| 2021      | Nos Tempos do Imperador | Luís Gama                       | Episódio: "24 de janeiro"                |
| 2022      | Mar do Sertão           | Catão Adalgésio                 |                                          |
| 2023      | Fuzuê                   | Domingos Carneiro               |                                          |

### Cinema
| Ano  | Título                       | Personagem       |
| ---- | ---------------------------- | ---------------- |
| 2003 | O Diário de Júlia            | Professor        |
| 2004 | O Outro Lado da Rua          | Vendedor         |
| 2006 | Brasília 18%                 | Tobias Barreto   |
| 2007 | O Dono do Mar                | Garatoso         |
| 2014 | O Lucro Acima da Vida        | D'Marco          |
| 2014 | Sobrevivente Urbano          | Marcos           |
| 2017 | Ódio                         | Vanusa           |
| 2021 | O Lobisomem de Pedra de Fogo | Delegado Brandão |